# Zoraida bohemani
Zoraida bohemani är en insektsart som först beskrevs av John Obadiah Westwood 1841.  Zoraida bohemani ingår i släktet Zoraida och familjen Derbidae. Inga underarter finns listade i Catalogue of Life.